# Najim Haidary
Najim Haidary (Kabul, 26 dicembre 1999) è un calciatore afghano, difensore del Capelle e della nazionale afghana.

## Carriera

### Club
Ha giocato nelle serie minori del campionato olandese.

### Nazionale
Nel 2019 ha esordito in nazionale.

## Statistiche

### Cronologia presenze e reti in nazionale
| Cronologia completa delle presenze e delle reti in nazionale ― Afghanistan | Cronologia completa delle presenze e delle reti in nazionale ― Afghanistan | Cronologia completa delle presenze e delle reti in nazionale ― Afghanistan | Cronologia completa delle presenze e delle reti in nazionale ― Afghanistan | Cronologia completa delle presenze e delle reti in nazionale ― Afghanistan | Cronologia completa delle presenze e delle reti in nazionale ― Afghanistan | Cronologia completa delle presenze e delle reti in nazionale ― Afghanistan | Cronologia completa delle presenze e delle reti in nazionale ― Afghanistan |
| Data                                                                       | Città                                                                      | In casa                                                                    | Risultato                                                                  | Ospiti                                                                     | Competizione                                                               | Reti                                                                       | Note                                                                       |
| -------------------------------------------------------------------------- | -------------------------------------------------------------------------- | -------------------------------------------------------------------------- | -------------------------------------------------------------------------- | -------------------------------------------------------------------------- | -------------------------------------------------------------------------- | -------------------------------------------------------------------------- | -------------------------------------------------------------------------- |
| 7-6-2019                                                                   | Dušanbe                                                                    | Tagikistan                                                                 | 1 – 1                                                                      | Afghanistan                                                                | Amichevole                                                                 | -                                                                          |                                                                            |
| 5-9-2019                                                                   | Doha                                                                       | Qatar                                                                      | 6 – 0                                                                      | Afghanistan                                                                | Qual. Mondiali 2022                                                        | -                                                                          |                                                                            |
| 10-9-2019                                                                  | Dušanbe                                                                    | Afghanistan                                                                | 1 – 0                                                                      | Bangladesh                                                                 | Qual. Mondiali 2022                                                        | -                                                                          |                                                                            |
| 10-10-2019                                                                 | Mascate                                                                    | Oman                                                                       | 3 – 0                                                                      | Afghanistan                                                                | Qual. Mondiali 2022                                                        | -                                                                          | 93’                                                                        |
| 3-6-2021                                                                   | Doha                                                                       | Bangladesh                                                                 | 1 – 1                                                                      | Afghanistan                                                                | Qual. Mondiali 2022                                                        | -                                                                          | 85’                                                                        |
| 15-6-2021                                                                  | Doha                                                                       | India                                                                      | 1 – 1                                                                      | Afghanistan                                                                | Qual. Mondiali 2022                                                        | -                                                                          | 83’                                                                        |
| 16-11-2021                                                                 | Adalia                                                                     | Afghanistan                                                                | 1 – 0                                                                      | Indonesia                                                                  | Qual. Mondiali 2022                                                        | -                                                                          | 77’                                                                        |
| 1-6-2022                                                                   | Ho Chi Minh                                                                | Vietnam                                                                    | 2 – 0                                                                      | Afghanistan                                                                | Amichevole                                                                 | -                                                                          | 46’                                                                        |
| 8-6-2022                                                                   | Calcutta                                                                   | Hong Kong                                                                  | 2 – 1                                                                      | Afghanistan                                                                | Qual. Coppa d'Asia 2023                                                    | -                                                                          | 74’                                                                        |
| Totale                                                                     |                                                                            | Presenze                                                                   | 9                                                                          |                                                                            | Reti                                                                       | 0                                                                          |                                                                            |